# Laguna Rodrigo de Freitas

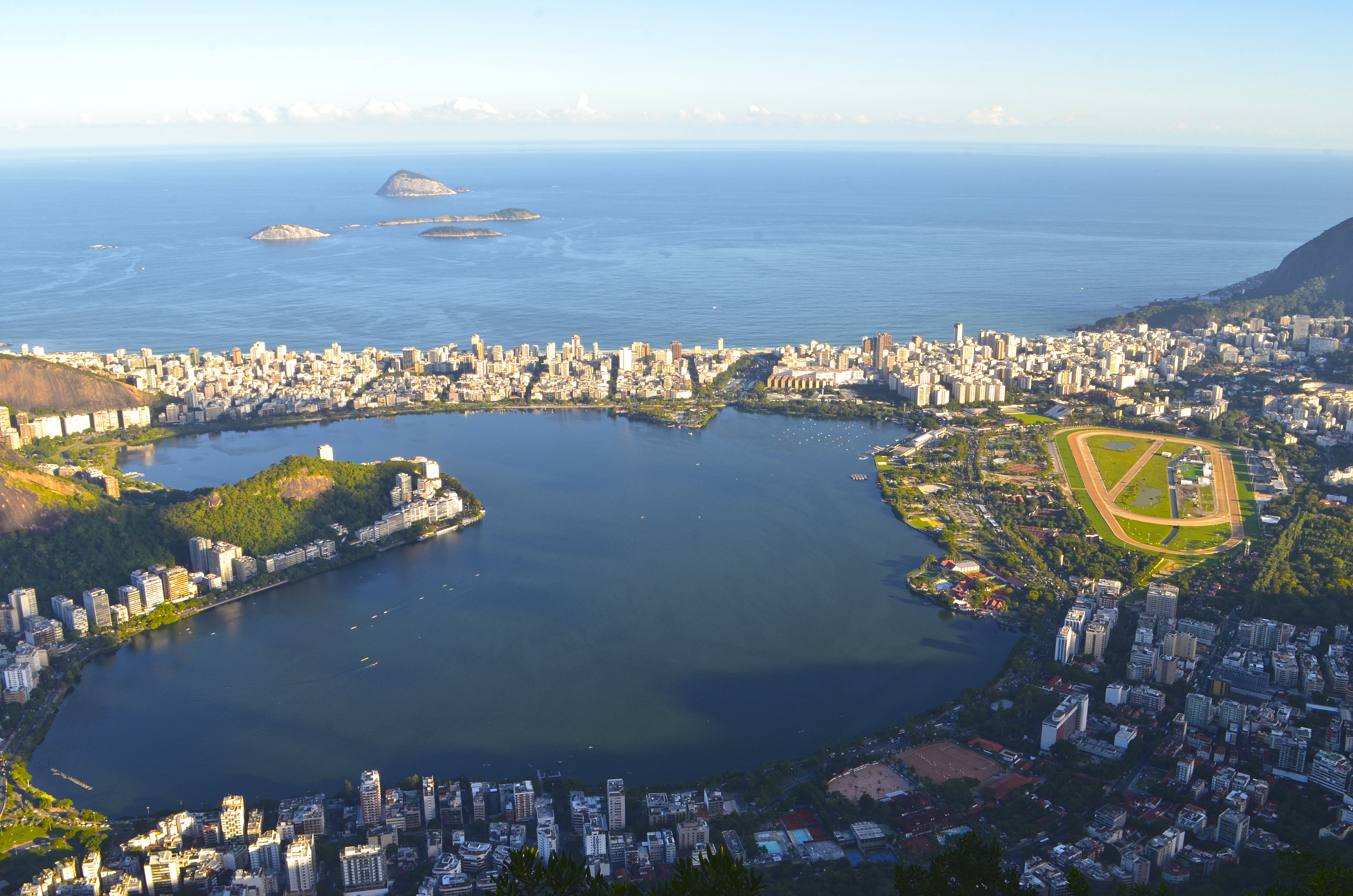
Laguna Rodrigo de Freitas

Laguna Rodrigo de Freitas (în portugheză Lagoa Rodrigo de Freitas sau simplu Lagoa) este o lagună din Rio de Janeiro, Brazilia. Se află în zona de sud a orașului, între cartierul Ipanema și Pădurea Tijuca.

## Descripție
Laguna are o suprafață de 2.4 kilometri, cu o adâncime medie de 3.8 metri. Este înconjurată de o cale pietonală și de o pistă pentru biciclete de 7.5 km. Include două insule, Insula Piraquê și Insula Caiçaras, care adăpostesc cluburi private, Clube Naval și respectiv Clube dos Caiçaras. 
Este alimentată pe de-o parte cu apă dulce de trei râuri care se scurg în cascadă din muntele învecinate și pe de altă parte cu apă de mare printr-un canal pe care o conectează cu Oceanul Atlantic. Gradul de oxigenare al apelor este natural destul de scăzut. În mod sezonier, când temperatura scade brusc, descompunerea a materialului organic transportat de pădurile prin ploile de toamnă provoacă eutrofizarea apelor, cauzând moartea vietăților acvatice, infestarea cu țânțari și un miros fetid. Fenomenul s-a accentuat prin acțiunea umană, laguna fiind folosită pentru deversarea apelor uzate, la punctul în care guvernatorul Negrão de Lima a intenționat să o umple în 1970. În 2008 inițiativa „Lagoa Limpa” (Laguna curată) s-a lansat pentru depoluarea lagunei.

## Istoric

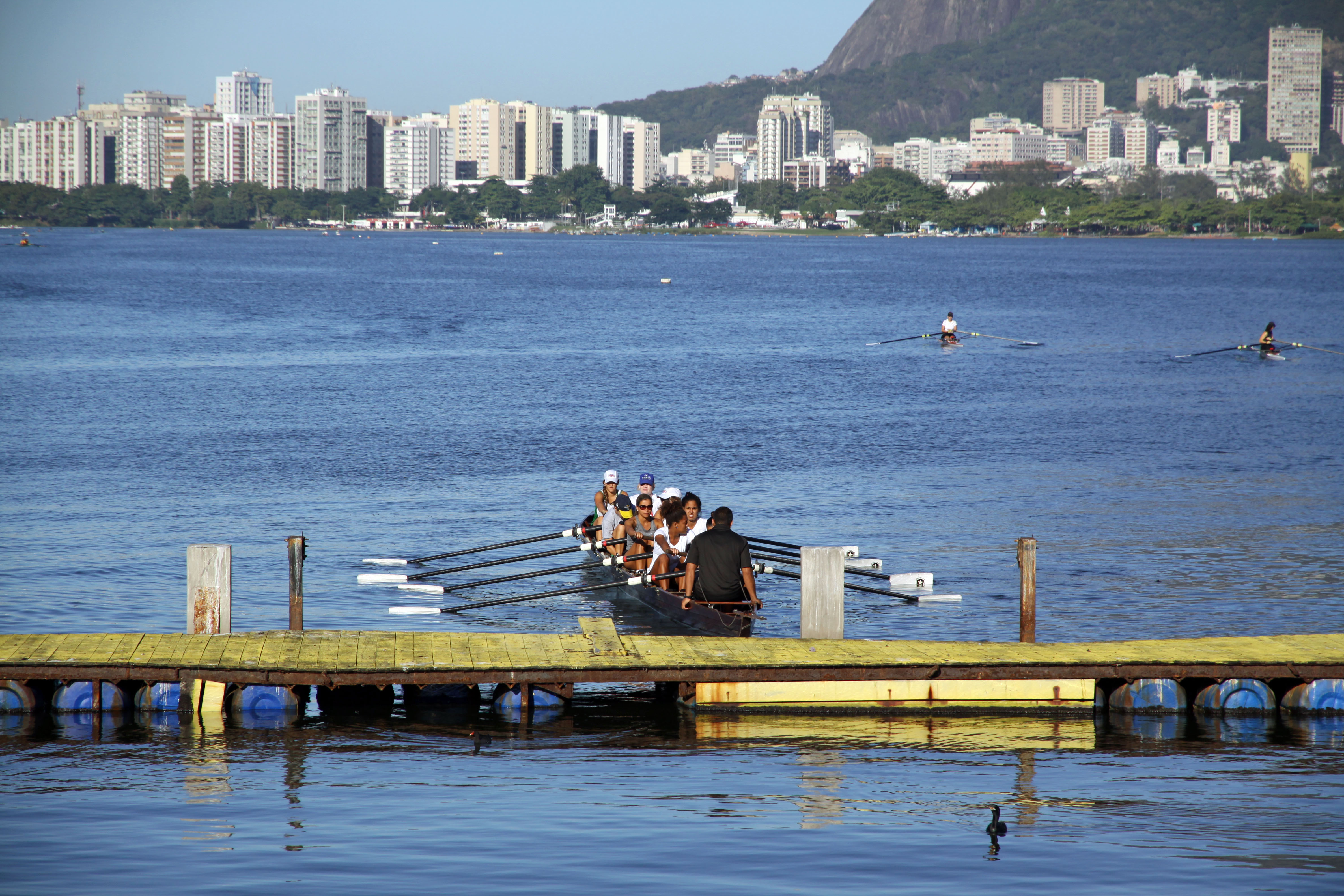
Canotaj pe Laguna

Zona era cunoscută din indigenii din jur sub numele de Sacopenapã, „calea păsărilor socó”. În secolul al XVII-lea a fost cumpărată de Rodrigo de Freitas, al cărui nume îl poartă în prezent. În anul 1806 a fost însușită de prințul regent, fostul Ioan al VI-lea al Portugaliei, pentru construirea unei fabrici de praf de pușcă. Apoi a devenit o zonă de recreere. Suprafața lagunei s-a redus în cursul secolului al XIX-lea prin digurile construite pentru cluburi private și prin depozite de deșeuri.
În prezent laguna este un loc renumit pentru practicarea canotajului. A găzduit proba de canotaj la Jocurile Panamericane din 2007, Campionatul Sudamerican de Canotaj din 2013, Campionatul Mondial de Canotaj pentru juniori din 2015 și a fost aleasă pentru probele de caiac canoe sprint și de canotaj la Jocurile Olimpice de vară din 2016. Decizia a provocat controverse, datorită problemei poluării apelor.